# Tadeusz Epsztein
Tadeusz Jan Epsztein (ur. 21 maja 1959 w Warszawie) – polski historyk, specjalista w dziedzinie archiwistyki. Zajmuje się badaniem dziejów ziemiaństwa polskiego, a także pełni funkcję kierownika projektu badawczego nad edycją Archiwum Ringelbluma. Pracownik Instytutu Historii Polskiej Akademii Nauk, członek Rady Programowej Żydowskiego Instytutu Historycznego.

## Życiorys
Absolwent Wydziału Historycznego Uniwersytetu Warszawskiego. W 1996 obronił w Instytucie Historii PAN pracę doktorską pt. Edukacja dzieci i młodzieży w polskich rodzinach ziemiańskich na Wołyniu, Podolu i Ukrainie w latach 1864-1914, uzyskując tym samym stopień doktora nauk humanistycznych w zakresie historii.
W 2006 uzyskał w IH PAN stopień doktora habilitowanego nauk humanistycznych na podstawie rozprawy habilitacyjnej pt. Z piórem i paletą. Zainteresowania intelektualne i artystyczne ziemiaństwa polskiego na Ukrainie w II połowie XIX w. Za ową pracę został również uhonorowany Nagrodą Przeglądu Wschodniego za 2005 rok. Od 2010 profesor nadzwyczajny w IH PAN. W roku 2020 uzyskał tytuł naukowy profesora nauk humanistycznych.
Specjalista w dziedzinie archiwistyki. Badacz dziejów ziemiaństwa polskiego; autor licznych publikacji z tej tematyki. Od 1996 uczestniczy w porządkowaniu zbiorów archiwalnych Żydowskiego Instytutu Historycznego. Kieruje pracami specjalnego zespołu historycznego w ŻIH, odpowiedzialnego za edycję dokumentów z podziemnego archiwum getta warszawskiego (tzw. Archiwum Ringelbluma).
Od lutego 2013 członek Rady Programowej ŻIH. Współpracownik Muzeum Holocaustu w Waszyngtonie.

## Publikacje
- Kazimierz Pułaski, Kronika polskich rodów szlacheckich Podola, Wołynia i Ukrainy: monografie i wzmianki. T. 2. Warszawa: Blitz-Print, 1991 (wstęp, oprac. tekstu, przypisów oraz indeksu: Tadeusz Epsztein i Sławomir Górzyński)
- Edukacja dzieci i młodzieży w polskich rodzinach ziemiańskich na Wołyniu, Podolu i Ukrainie w latach 1864–1914. Warszawa: „DIG”, 1998
- Z piórem i paletą. Zainteresowania intelektualne i artystyczne ziemiaństwa polskiego na Ukrainie w II połowie XIX w.  Warszawa: Neriton, 2005
- Archiwum Ringelbluma. Konspiracyjne Archiwum Getta Warszawy, Inwentarz, Warszawa: ŻIH, 2011